# Romuald Jezierski

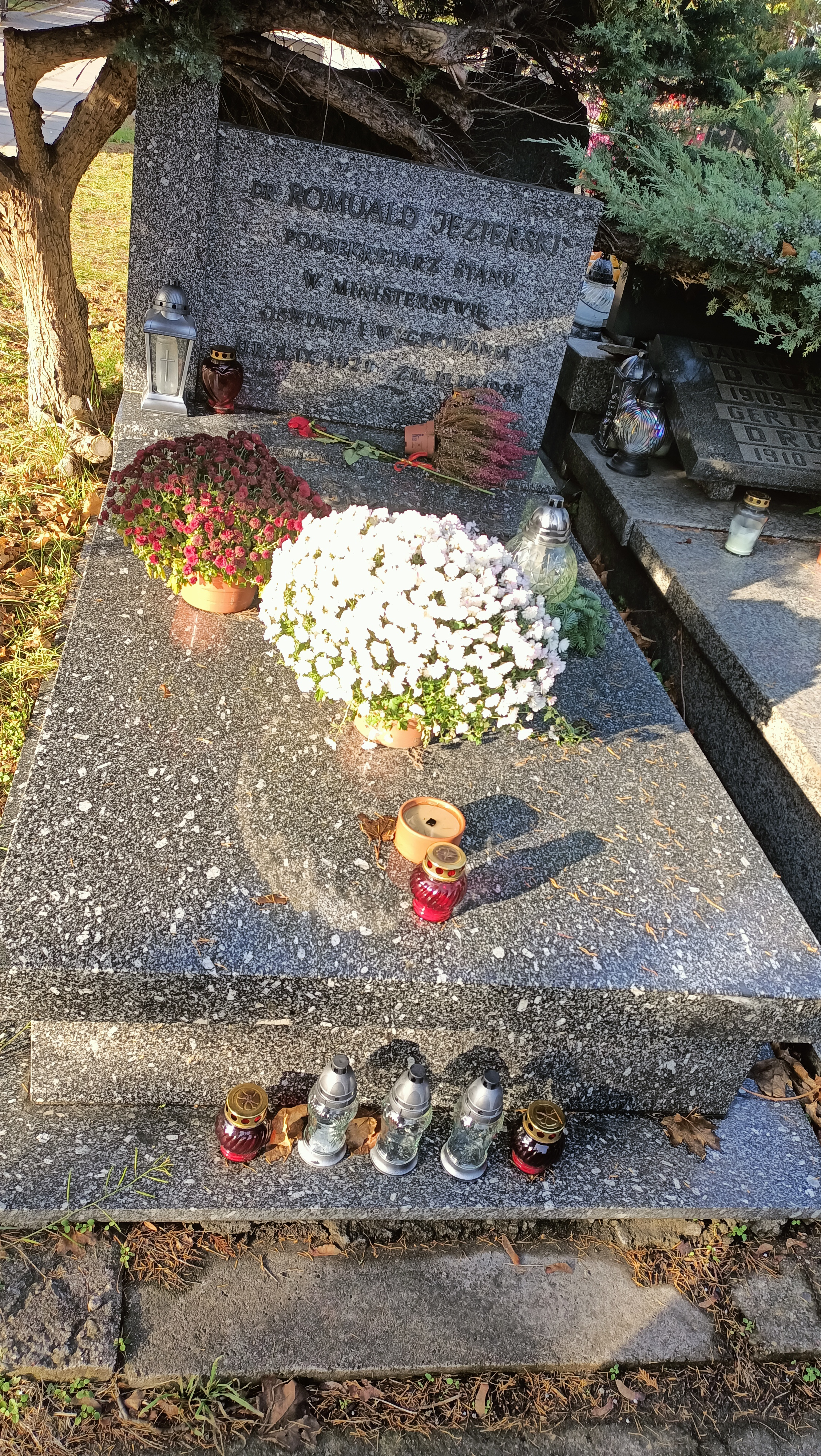
Grób Romualda Jezierskiego na cmentarzu Wojskowym na Powązkach

Romuald Antoni Jezierski (ur. 5 września 1929 w Środzie Wielkopolskiej, zm. 19 kwietnia 1985) – polski działacz partyjny i państwowy, nauczyciel akademicki, podsekretarz stanu w Ministerstwie Oświaty i Wychowania (1975–1980).

## Życiorys
Syn Czesława i Felicji. Absolwent Wyższej Szkoły Ekonomicznej w Poznaniu i socjologii na Uniwersytecie Poznańskim. Kształcił się także na 11-miesięcznym kursie w Instytucie Kształcenia Kadr Naukowych przy KC PZPR (1952–1953) oraz kursie dla wykładowców. Działał w Związku Akademickiej Młodzieży Polskiej (m.in. jako kierownik wydziału kadr w zarządzie uczelnianym przy WSE w Poznaniu), jako instruktor Powszechnej Organizacji „Służba Polsce” oraz w Zrzeszeniu Studentów Polskich (od 1951 do 1952 przewodniczący zarządu uczelnianego). Pracował jako asystent w Katedrze Podstaw Marksizmu-Leninizmu WSE w Poznaniu (1951–1952) i kierownik Katedry Podstaw Marksizmu-Leninizmu w Wyższej Szkole Rolniczej w Olsztynie (1953–1955), później wykładał w Wyższej Szkole Rolniczej w Poznaniu, a w latach 1957–1961 był kierownikiem Wieczorowego Uniwersytetu Marksizmu-Leninizmu w Poznaniu. W 1970 obronił pracę doktorską na Wydziale Filozoficzno-Historycznym Uniwersytetu im. Adama Mickiewicza w Poznaniu.
Od 1947 członek Polskiej Partii Socjalistycznej, z którą w kolejnym roku dołączył do Polskiej Zjednoczonej Partii Robotniczej. Był członkiem Komitetu Dzielnicowego PZPR Poznań-Stare Miasto, członkiem POP PZPR w WSE i WSR w Poznaniu, od 1956 do 1957 I sekretarz Komitetu Uczelnianego na ostatniej z uczelni. Następnie zajmował stanowiska członka Komitetu Miejskiego (1957–1959) i Wojewódzkiego (1957–1971) PZPR w Poznaniu, kierownika Wydziału Oświaty i Nauki (1961–1969) oraz sekretarza ds. propagandy (1969–1971) Komitetu Wojewódzkiego PZPR w Poznaniu. W latach 1971–1975 kierował Wydziałem Nauki i Oświaty Komitetu Centralnego PZPR. Od lutego 1975 do października 1980 zajmował stanowisko podsekretarza stanu w tym resorcie). Został także wykładowcą Wyższej Szkoły Nauk Społecznych przy KC PZPR. W 1980 przeszedł na rentę.
Został pochowany na Cmentarzu Wojskowym na Powązkach.